# Phytoecia rufiventris
Phytoecia rufiventris es una especie de escarabajo longicornio del género Phytoecia, subfamilia Lamiinae. Fue descrita científicamente por Gautier en 1870.
Se distribuye por China, Japón, Mongolia, República de Corea, Rusia y Siberia. Posee una longitud corporal de 6-11 milímetros. El período de vuelo de esta especie ocurre en los meses de abril, mayo, junio y julio.
Parte de su alimentación se compone de plantas de las familias Asteraceae y Vitaceae.

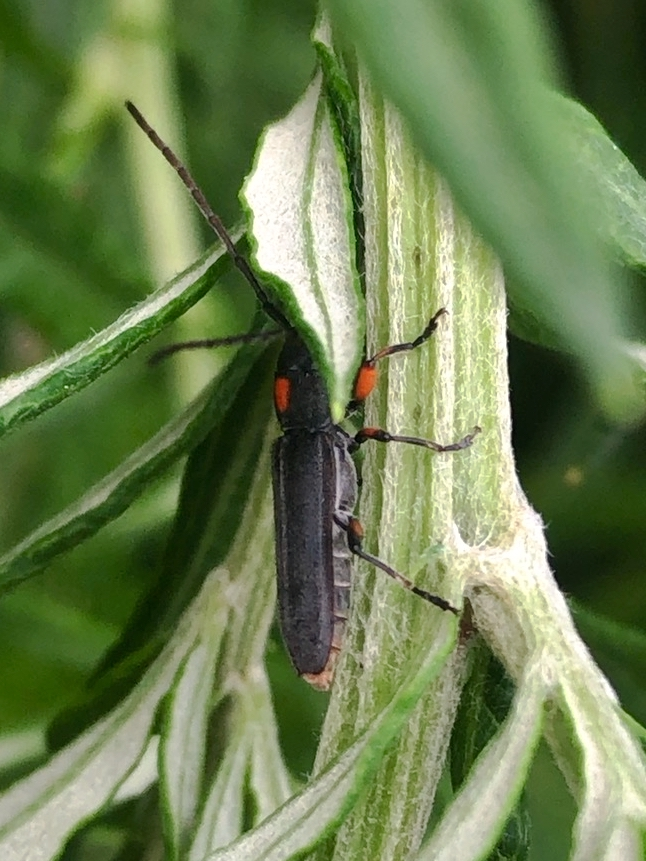
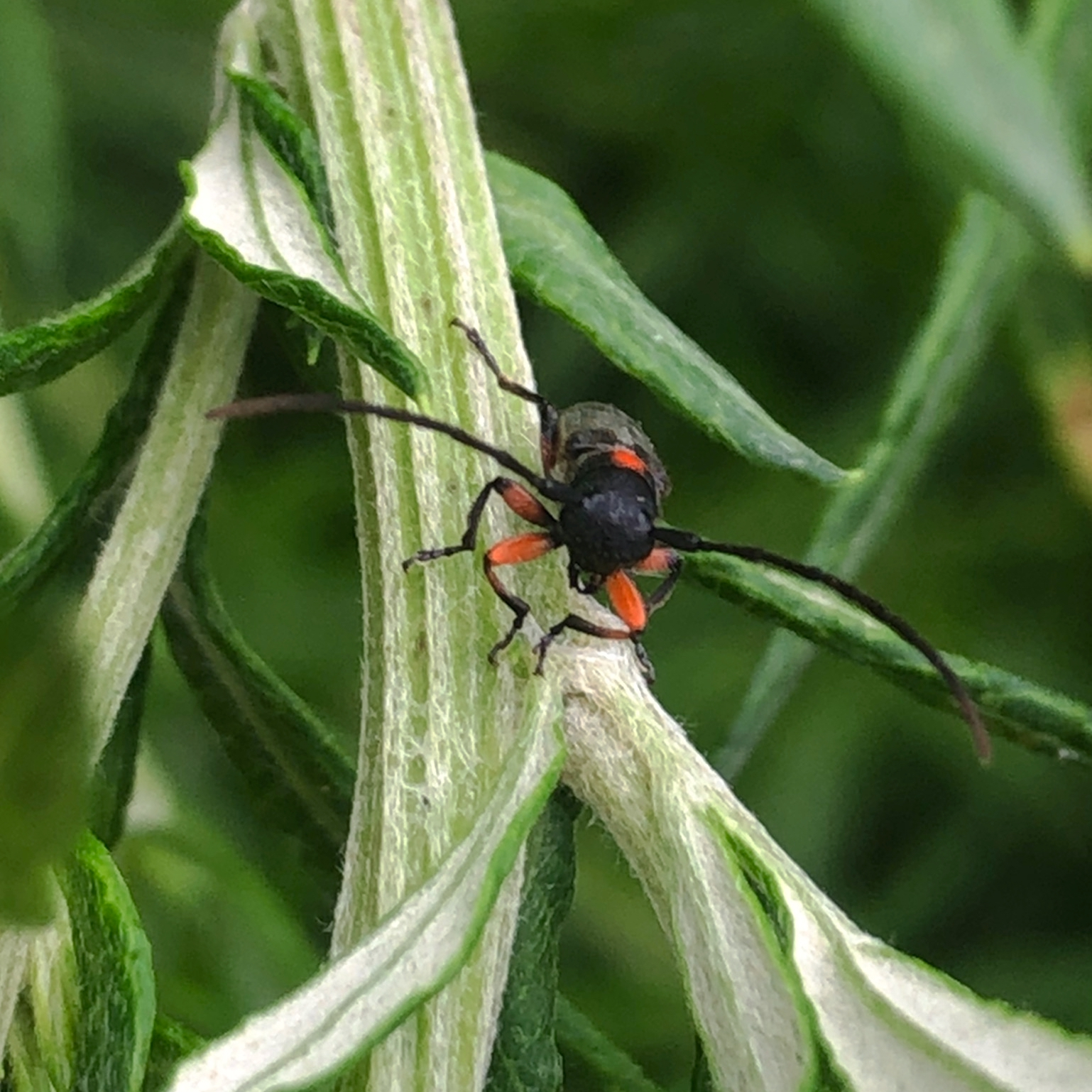
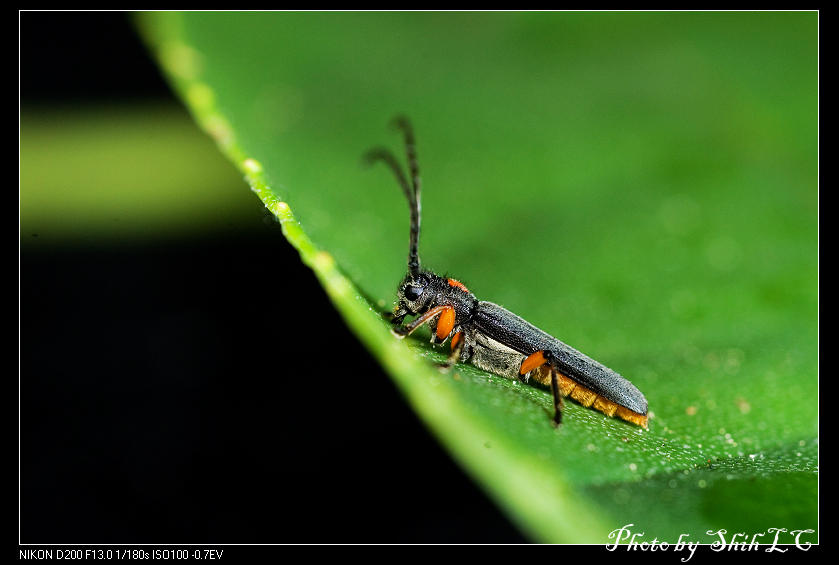